# 塞爾吉·戈麥斯
塞爾吉·戈麥斯·索拉（1992年3月28日—）是一位西班牙足球運動員，在場上的位置是中後衛。現效力於葡超球隊艾華卡。他出自巴塞羅那的青訓系統。

## 国家队
塞尔吉·戈麦斯曾在西班牙U17,、U19和U21国家队都有过出场记录。2019年3月15日，塞尔吉·戈麦斯获得路易斯·恩里克征召，职业生涯首次入选西班牙国家队大名单，代表国家队参加2020年歐洲國家盃外圍賽对阵挪威和马耳他的比赛。